# Begonia sharpeana
Begonia sharpeana là một loài thực vật có hoa trong họ Thu hải đường. Loài này được F.Muell. mô tả khoa học đầu tiên năm 1887.